# Cornelio Saavedra (província)
Cornelio Saavedra é uma província da Bolívia localizada no departamento de Potosí, sua capital é a cidade de Betanzos.
Está localizada a 3,272.00 metros acima do  nível do mar.